# Alpsko-jadranska univerza v Celovcu
Alpsko-jadranska univerza v Celovcu (izvirno nemško Alpen-Adria-Universität Klagenfurt, AAU) je največja raziskovalna in visokošolska izobraževalna ustanova avstrijske Koroške. Njen glavni kampus je v Celovcu, po ena podružnica pa na Dunaju in v Gradcu.
Ustanovljena je bila leta 1970, v času mandata deželnega glavarja Hansa Sime, prve pobude za ustanovitev univerze pa segajo v leto 1964. Danes ima univerza štiri članice: fakulteto za kulturne in socialne vede, fakulteto za management in ekonomijo, fakulteto za tehnične vede in fakulteto za interdisciplinarne študije. 
Fakulteto za interdisciplinarne študije (IFF) sestavljajo tudi oddelki na Dunaju in v Gradcu. Poleg oddelkov in organizacijskih enot štirih fakultet, univerza vključuje naslednje organizacijske enote: Inštitut Roberta Musila (soprireditelj Bachmannove nagrade), univerzitetni kulturni center (UNIKUM), build! Gründerzentrum (svetovalni center za ustanovitev in zagon novih podjetij), univerzitetni športni center in univerzitetno knjižnico.
Univerza v Celovcu je na skrajnem jugu nemškega govornega prostora (sledi ji univerza v Bernu v Švici) in se zavzema za razvoj dvo- in večjezičnosti še posebej v kontekstu slovenske manjšine na Koroškem. 

## Zgodovina
Koroška univerzitetna zveza, združenje, ki je bilo ustanovljeno leta 1964 za promocijo razvoja univerze, obstaja še danes. 
Leta 1970 je avstrijski parlament sprejel zakon o ustanovitvi inštituta za izobraževalne vede v Celovcu, dve leti kasneje je diplomiral prvi študent. Med letoma 1973 in 1978 so bili vzpostavljeni dodiplomski in podiplomski študijski programi ter program za izobraževanje učiteljev na visokošolski ravni. Leta 1974 so stopili v veljavo novi zakoni o organizaciji visokošolske izobrazbe in inštitut za izobraževalne vede se je preimenoval v univerzo za izobraževalne vede.  Meduniverzitetni raziskovalni inštitut za izobraževalno tehnologijo, medijsko didaktiko in inženirsko pedagogiko je bil ustanovljen leta 1978,  deset let pozneje pa spet ukinjen. Leta  1979 je bil vzpostavljen meduniverzitetni raziskovalni inštitut za študij na daljavo, ki je bil leta 1991 preimenovan v meduniverzitetni inštitut za interdisciplinarno raziskovanje in podiplomsko izobraževanje (kratica v nemščini: IFF). 
Vzpostavitev študijskih  smeri  “ekonomija” in “informatika” se je začela v letu 1983 in se v naslednjih desetletjih razširila. Leta 1993 je bila univerza preimenovana v univerza v Celovcu (Universität Klagenfurt), istočasno pa sta bili ustanovljeni fakulteta za kulturne vede in fakulteta za ekonomijo in informatiko. 
Fakulteta za interdisciplinarne študije (IFF) je bila ustanovljena kot tretja fakulteta 1. januarja 2004. Nasledila je meduniverzitetni inštitut za interdisciplinarno raziskovanje in podiplomsko izobraževanje na univerzah v Celovcu, Gradcu, Innsbrucku in na Dunaju (IFF). Univerza je dobila vzedevek »alpsko-jadranska« (v nemščini Alpen-Adria Universität) 1. oktobra 2004.
Čertrta fakulteta – za tehnične vede – se je pridružila 1. januarja 2007 (s poudarkom na ključna področja uporabne informatike in ambient intelligence); svojo raziskovalno dejavnost opravlja v okviru tehnološkega parka Lakeside Science & Technology Park. V zimskem semestru 2007/2008 je število vpisanih študentov prvič preseglo 8.000, nekaj let pozneje pa mejo 10.000.

## Študijski programi
Do- in podiplomski programi (prve in druge stopnje)
- Andragogika (prva in druga stopnja)
- Ekonomija (prva in druga stopnja)
- Kulturne vede (prva in druga stopnja)
- Anglistika in amerikanistika (prva in druga stopnja)
- Geografija (prva in druga stopnja)
- Germanistika (prva in druga stopnja)
- Zgodovina (prva in druga stopnja)
- Informatika (prva in druga stopnja)

- Informacijski management (prva in druga stopnja)
- Informacijska tehnika (prva in druga stopnja)
- International management (druga stopnja / učni jezik angleščina)
- Pedagogika (prva in druga stopnja)
- Filozofija (prva in druga stopnja)
- Psihologija (prva in druga stopnja)
- Media and Convergence Management (druga stopnja / učni jezik angleščina)
- Medijske in komunikacijske vede (prva in druga stopnja)
- Romanistika (prva in druga stopnja)
- Slavistika (prva in druga stopnja)
- Socialna in humana ekologija (prva in druga stopnja)
- Tehnična matematika (prva in druga stopnja)

Razredni pouk 
- Angleški jezik
- Francoski jezik
- Geografija in ekonomija
- Zgodovina in politična vzogja
- Informatika in informacijski management
- Italijanski jezik
- Matematika
- Slovenski jezik

Podiplomski študijski programi (tretja stopnja/doktorski študijski program)
- Naravoslovne vede
- Humanistika in družboslovje
- Socialne in ekonomske vede
- Tehnične vede
- Mednarodni PhD program "Interactive and Cognitive Environments"

## Fakultete, oddelki in organizacijske enote

### Fakulteta za kulturologijo
Fakulteta za kulturologijo ima trenutno enajst oddelkov. Poleg specifične raziskovalne dejavnosti se fakultetni oddelki prizadevajo za spodbujanje večjezičnosti in interkulturnega učenja s posebnim poudarkom na alpsko-jadransko regijo. 
- Oddelek za anglistiko in amerikanistiko
- Oddelek za didaktiko nemškega jezika
- Oddelek za filozofijo
- Oddelek za germanistiko
- Oddelek za kulturologijo, literaturo in glasbo
- Oddelek za medijske in komunikacijske vede
- Oddelek za pedagogiko
- Oddelek za psihologijo
- Oddelek za romanistiko
- Oddelek za slavistiko
- Oddelek za raziskovanje znakovnega jezika
- Oddelek za zgodovino
- Inštitut Roberta Musila za literarno raziskovanje

### Fakulteta za management in ekonomijo
Programi fakultete za management in ekonomijo so osredotočeni na področje poslovne ekonomije, ki se interdisciplinarno povezujejo z uporabno geografijo, pravom in sociologijo. V okviru teh panog si fakulteta zastavlja vsebinska težišča, ki jih zastopa v kulturi, gospodarstvu in družbi na področjih raziskovanja in razvoja, poučevanja in svetovanja. 
- Oddelek za geografijo in regionalno raziskovanje
- Oddelek za gospodarsko pravo
- Oddelek za inovacijski management in ustanavljanje podjetij
- Oddelek za podjetništvo
- Oddelek za podjetništvo in ekonomsko poslovanje
- Oddelek za politično ekonomijo
- Oddelek za produkcijski, logistični in okoljevarstveni management v podjetjih
- Oddelek za sociologijo

### Fakulteta za tehnične vede
Fakulteta za tehnične vede se posveča raziskovanju in počevanju na področjih informatike, informacijske tehnike in tehnične matematike. Ustanovljena je bila leta 2007 in je nasledila fakulteto za ekonomijo in informatiko ter novo ustanovljeni oddelek za informacijsko in komunikacijsko tehniko. Fakulteti predsedujeta dekan Gerhard Friedrich (informatika) in prodekan Clemens Heuberger (matematika). Fakulteto sestavlja sedem oddelkov, ponuja štiri študijske programe prve stopnje, štiri študijske programe druge stopnje, dva podiplomska študijska programa tretje stopnje in dva študijska programa na področju razrednega pouka. Fakulteta sodeluje s samostojnim raziskovalnim inštitutom Lakeside Labs.
- Oddelek za didaktiko informatike
- Oddelek za didaktiko matematike
- Oddelek za informacijske sisteme
- Oddelek za informacijsko tehnologijo
- Oddelek za inteligente sistemske tehnologije
- Oddelek za matematiko
- Oddelek za statistiko
- Oddelek za uporabno informatiko
- Oddelek za vgrajene računalniške sisteme

### Fakulteta za interdisciplinarne študije
Fakulteta za interdisciplinarne študije razvija, preverja in ocenjuje inovativne ideje na področjih raziskovanja, usposabljanja in organizacije. Namen raziskovalnega dela je obravnavanje izbranih in aktualnih problemov družbe z vzpostavljanjem primernih izobraževalnih procesov. 
- Oddelek za intervencijsko raziskovanje in trajnostni razvoj
- Oddelek za paliativno oskrbo in etiko organizacij
- Oddelek za raziskovanje tehnike in znanosti
- Oddelek za razvoj organizacij in skupinsko dinamiko
- Oddelek za socialno ekologijo
- Fakultetni center za mirovne študije in mirovno vzgojo

### Univerzitetni centri
- M/O/T – Center za nadaljnje izobraževanje in usposabljanje na področju razvoja in managementa organizacij
- School of Education (SoE)
- UNIKUM – Kulturni center univerze
- Univerzitetni center za ženske študije

## Častni doktorji
- Hans Albert (2007)
- Manfred Bockelmann (2013)
- Joseph Buttinger (1977)
- Karl Corino (2014)
- Peter Eichhorn (2003)
- Helmut Engelbrecht (1998)
- Hertha Firnberg (1980)
- Adolf Frisé (1982)
- Gerda Fröhlich (1995)
- Manfred Max Gehring (1992)
- Ernst von Glasersfeld (1997)
- Michael Guttenbrunner (1994)
- Maja Haderlap (2012)
- Peter Handke (2002)
- Adolf Holl (2000)
- Sigmund Kripp (1998)
- Maria Lassnig (1999 / 2013)
- Claudio Magris (1995)
- Ewald Nowotny (2008)
- Valentin Oman (1995)
- Paul Parin (1995)
- Theodor Piffl-Perčević (1977)
- Janko Pleterski (2005)
- Wolfgang Puschnig (2004)
- Josef Rattner (2006)
- Siegfried J. Schmidt (2004)
- Klaus Tschira (1995)
- Oswald Wiener (1995)
- Horst Wildemann (2003)